# Toetsenbord (computer)

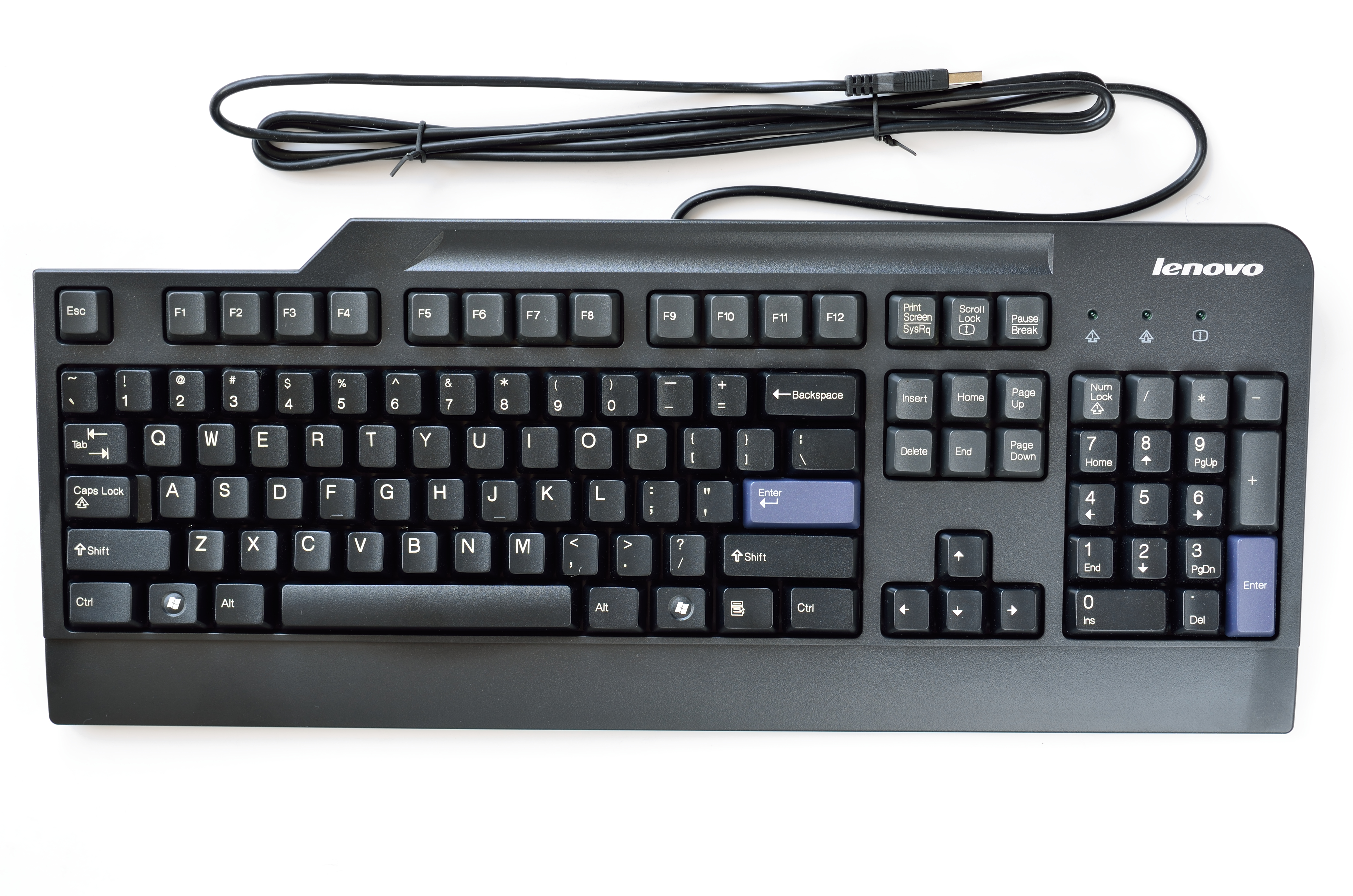
Een toetsenbord met een QWERTY-layout

Het toetsenbord van een computer, in Vlaanderen ook klavier genoemd, is een voorziening waarmee met de hand gegevens in de vorm van tekens worden ingevoerd. Het wordt ook wel met de Engelse term keyboard aangeduid.
Een fysiek toetsenbord heeft fysieke knoppen die men kan indrukken. Een virtueel toetsenbord op een beeldscherm heeft virtuele knoppen die men kan aanraken (als het een aanraakscherm is) met een vinger of speciale pen of met een computermuis kan bedienen. Een virtueel toetsenbord op een aanraakscherm wordt veel op kleine mobiele apparaten toegepast, omdat een fysiek toetsenbord lastig mee te nemen is tenzij het erg klein is, wat het typen lastiger maakt.

## Toetsen en indelingen
Er bestaan veel verschillende toetsenbordindelingen, zowel wat betreft de plaatsing van de toetsen als wat betreft de plaatsing van de letters op die toetsen. De plaatsing van de letters (en dus verschillende indelingen zoals QWERTY en AZERTY) heeft zijn oorsprong bij de mechanische schrijfmachine, waar de indeling voorkwam dat hamertjes klem kwamen te zitten als er (te) snel werd getypt. Dit laatste kon gebeuren wanneer naastgelegen toetsen te snel achter elkaar werden aangeslagen; daarom werden de toetsen zo ingedeeld dat letters die vaak op elkaar volgden, niet makkelijk vlug achter elkaar aangeslagen konden worden. Sinds de opkomst van elektronische schrijfmachines en computers is dit niet meer relevant, maar uit gewoonte heeft men de oude toetsenbordindelingen aangehouden. Nieuwere toetsenbordindelingen die ontworpen zijn voor het gebruiksgemak, zoals het Dvorak-toetsenbord, worden slechts zeer beperkt gebruikt.
Vrijwel iedere fabrikant maakt toetsenborden voor computers met verschillende toetsindelingen. Intern zijn ze vrijwel identiek. Alleen het opschrift van de toetsen verschilt. Het is daarom noodzakelijk dat de computer weet wat voor toetsenbord er is aangesloten. Stel dat men een computer heeft met een Amerikaans toetsenbord. Men vervangt het toetsenbord door net zo'n toetsenbord, maar met Belgische opschriften. Iemand die blind typt zal het verschil niet merken. Iemand die naar het opschrift van de toetsen kijkt, zal merken dat het toetsenbord niet goed functioneert. Men moet de computer instellen op een Belgisch toetsenbord om dat probleem te verhelpen.
Dit laatste geeft in het Duitse taalgebied weleens problemen bij het gebruik van het BIOS. Om een instelling te bevestigen moet men (volgens de instructies) op Y drukken. Maar het BIOS kan niet worden ingesteld op een afwijkende toetsenbordindeling. Men moet eigenlijk niet op Y drukken maar op de zevende toets van de tweede rij. Meestal is dat inderdaad de Y, maar bij een Duits toetsenbord zit daar de Z.

### Nederland
In Nederland worden meestal toetsenborden met de Amerikaanse, "American International" (ANSI) indeling verkocht. Dit is een van de zogenaamde QWERTY-indelingen, genoemd naar de eerste zes letters van de bovenste lettertoetsen-rij. De afkorting ANSI verwijst naar de mechanische indeling van het toetsenbord. Wanneer het toetsenbord een kleine ENTER toets heeft, dan is de mechanische indeling meestal van het type ANSI, zoals hieronder te zien is.
De in Nederland meest voorkomende Amerikaanse toetsenbordindeling, QWERTY, ziet er als volgt uit:
De meest gebruikte instelling voor dit toetsenbord is 'Verenigde Staten (internationaal)', deze instelling gebruikt 'dode toetsen' voor het typen van didactische tekens (bijv. `e = è).

### België
In België en Frankrijk wordt meestal de 'AZERTY' (ISO) indeling gebruikt. De naam AZERTY komt door de eerste zes letters op de bovenste rij. Ook het Nederlandssprekende deel in het noorden gebruikt AZERTY wat het voor Vlamingen gemakkelijker maakt diakritische tekens die in het Frans veelvuldig voorkomen te typen dan op een Nederlands QWERTY-toetsenbord.
De meest voorkomende Belgische toetsenbordindeling ziet er als volgt uit:
Opmerking 1: voor het Belgische toetsenbord dient dus de SHIFT-toets gebruikt te worden voor het invoeren van de cijfers (1, 2, 3, et cetera).
Opmerking 2: dit is niet de Franse AZERTY-toetsenbordindeling! Het verschil met de Franse AZERTY zit onder andere in de naamgeving van de toetsen. Zo heet 'enter' in de Franse AZERTY-indeling 'entrée', en ook 'escape', 'insert' en dergelijke zijn voorzien van een Franstalig equivalent. Verder staan sommige symbolen, zoals het apenstaartje, in de Franse toetsenbordindeling op een andere plaats.
Opmerking 3: in deze afbeelding is ook goed te zien dat dit een ISO layout betreft, en niet een ANSI omdat er een grote ENTER toets op zit.
Het verschil tussen de letterplaatsing bij AZERTY en QWERTY is dat de A en de Z zijn omgewisseld met de Q en de W, en dat de M naast respectievelijk de L of de N staat.

### Andere
Er zijn nog veel andere toetsenbordindelingen, de meeste bedoeld voor de verschillende talen. Zo zijn de toetsenborden in Duitsland meestal QWERTZ: ten opzichte van QWERTY zijn de Y en de Z omgewisseld, en er zijn toetsen voor de ä, de ö, de ü en de ß.

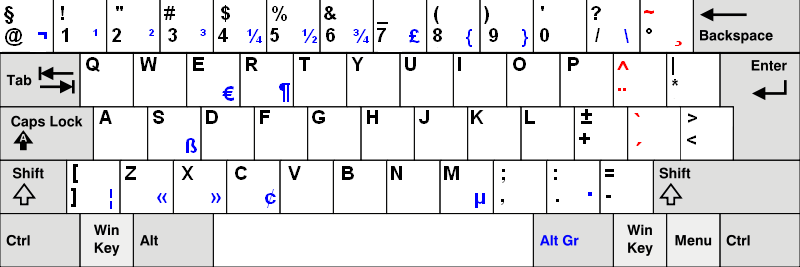
Een QWERTY-toetsenbord met Nederlandse indeling

Er is ook een (niet zo bekende) Nederlandse indeling. Deze heeft voor de accenten speciale toetsen. Met name IBM verkoopt Nederlandse toetsenborden, verder worden ze voor personal computers weinig gebruikt.
Ook zijn er totaal andere indelingen, zoals het Dvorak-toetsenbord. Deze is zo ingedeeld dat de letters die veel gebruikt worden juist dicht bij elkaar op de middelste rij zitten, en dus makkelijk en snel te typen zijn. Ook is er een Dvorak-toetsenbord voor mensen met alleen een linkerhand, en een voor mensen met alleen een rechterhand.
Moderne toetsenborden hebben meestal ook nog allerlei extra multimediaknoppen, waarmee bijvoorbeeld het volume te bedienen is, of een webbrowser te starten is.

### Toetsen met verschillende functies
Een aantal toetsen kunnen verschillende functies hebben. Daarmee wordt voorkomen dat er extra toetsen nodig zouden zijn. De verschillende functies worden ingeschakeld door:
- Shift. De Shift-toets maakt hoofdletters van de gewone toetsen, en maakt (op de in Nederland gangbare toetsenborden) speciale tekens van de cijfertoetsen.
- Num lock. Met 'Num lock' kan gewisseld worden tussen cijfers en andere toetsen op het numerieke gedeelte aan de rechterkant van een toetsenbord.
- Functietoets. Een speciale functietoets kan bijvoorbeeld gebruikt worden om multimediaknoppen te bedienen. Op laptops is er vaak een speciale functietoets, omdat er allerlei extra toetsen zijn voor o.a. de helderheid van het scherm.
- Muistoetsen. Een weinig voorkomende toets is de toets voor muistoetsen (Engels: "Mouse Keys" of "MouseKeys"). Nadat deze is ingedrukt, kan met het numerieke gedeelte de cursor bestuurd worden. Ook klikken en dubbelklikken kan dan met toetsen gedaan worden. De muistoetsen kunnen ook aangezet worden met een toetscombinatie. In linux kan dat met Shift + Numlock. In Windows moet het meestal eerst aangezet worden bij de toegankelijkheid opties, waarna met (in Windows Vista) Alt+M de muistoetsen aangezet kunnen worden.

## Aansluiting

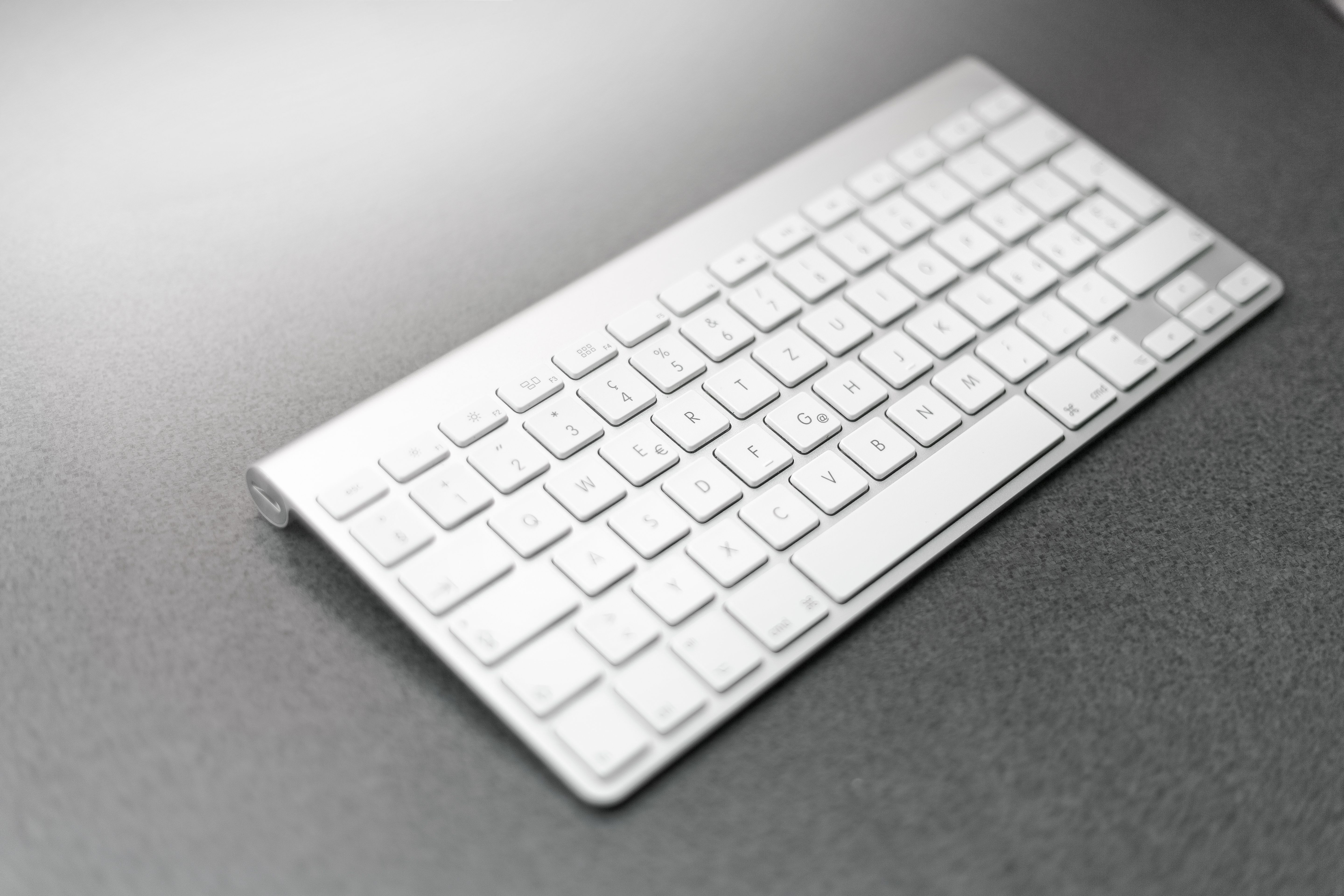
Apple draadloos toetsenbord

Voor het aansluiten van toetsenborden zijn er enkele mogelijkheden. Tegenwoordig zijn voor niet-draadloze toetsenborden alleen USB en PS/2 nog gebruikelijk. Bij de eerste pc's werd hiervoor een DIN-connector gebruikt, dezelfde vijfpolige stekker die ook bekend is van stereoapparatuur.
|  |  |  |

Tegenwoordig worden er veel draadloze toetsenborden verkocht. Hierbij wordt een ontvanger meegeleverd die via de gewone aansluitmogelijkheden (meestal USB) in de computer kan worden geplugd.

## Veiligheid
De veiligheid van gegevens speelt een rol bij goedkope en oudere draadloze toetsenborden. Daarbij worden soms onversleutelde gegevens verstuurd via radiogolven. Dit zou door iemand opgevangen kunnen worden om zo wachtwoorden te achterhalen. Bij goede draadloze toetsenborden worden de gegevens versleuteld.
Ook als er een vaste aansluiting is (niet draadloos), is het soms nog steeds mogelijk om de ingedrukte toetsen via radiogolven te detecteren. Sommige toetsenborden met een PS/2-aansluiting produceren dermate veel radiogolven (in feite storing) dat die golven tot op enkele meters op te vangen zijn.

## Ergonomie

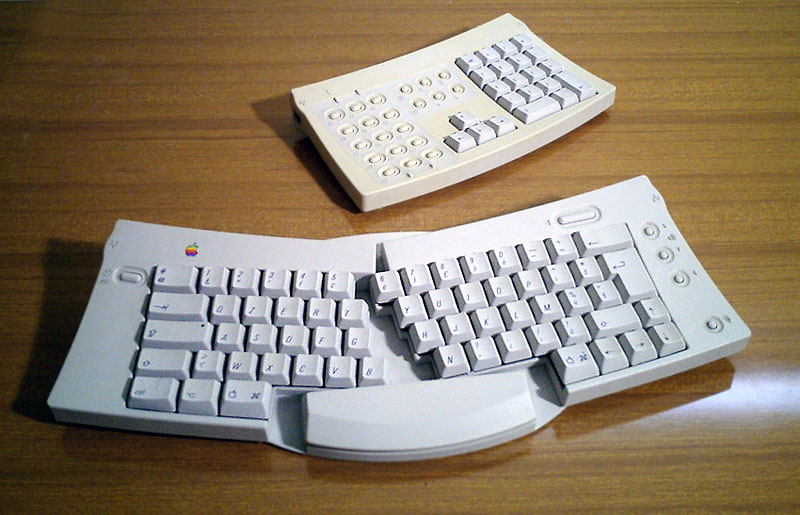
Een verstelbaar toetsenbord

Met een goede ergonomische bouw van een toetsenbord kan het aantal gemaakte typefouten worden geminimaliseerd. Over de ergonomie van toetsenborden is weinig duidelijkheid, maar belangrijke aspecten zijn:
- Toetsgrootte en toetsplaatsing
- Hoogte van het toetsenbord en hellingshoek ten opzichte van het bureaublad (enigszins instelbaar met de steuntjes aan de onderzijde van het bord)
- Benodigde kracht om een toets in te drukken
- Duidelijk voelbare 'klik' bij het indrukken
- Polssteun

Vaak is het een persoonlijke keuze welk toetsenbord het beste is.
Ergonomische toetsenborden dienen er ook voor om RSI te voorkomen. De eenvoudigste oplossing is om de groep toetsen voor de linkerhand wat schuin naar links te draaien en de groep toetsen voor de rechterhand wat schuin naar rechts. Door de twee delen los van elkaar te fabriceren kan de gebruiker zelf de hoek instellen. Soms zijn ook de functietoetsen naar de gebruiker toe gekanteld, zodat ze ingedrukt kunnen worden zonder de handen te verplaatsen. Tot slot zijn er speciale toetsenborden met slechts een klein aantal toetsen, precies onder de vingers geplaatst, waarbij voor de meeste letters een bepaalde toetscombinatie (in plaats van een enkele toets) ingedrukt dient te worden.

## Constructie

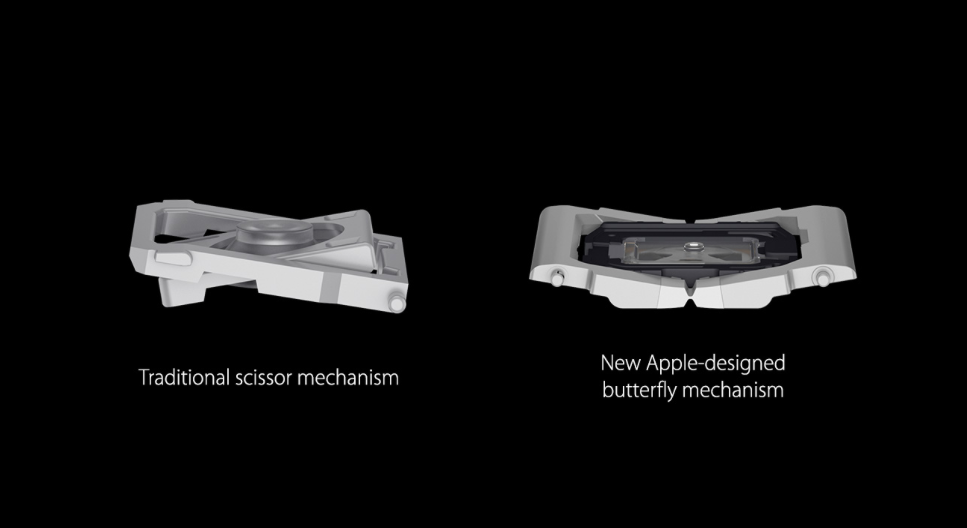
Vergelijking schaarmechanisme en vlindermechanisme

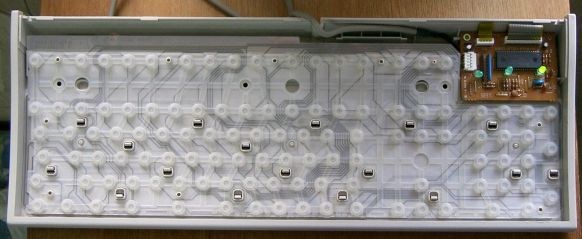
Een toetsenbord waarvan de toetsen verwijderd zijn. Dit is van bovenaf gezien, en het siliconenmasker is zichtbaar

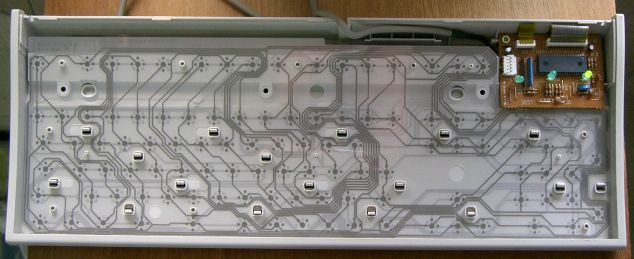
Dit is zonder het siliconenmasker. De bovenste folielaag met geleidende sporen is te zien, en daardoorheen is ook de onderste folielaag zichtbaar. Op de plaatsen van de toetsen is er steeds een kruispunt tussen deze twee lagen.

De bovenste laag van een toetsenbord bestaat uit toetsen voorzien van een scharniermechanisme. Door dit mechanisme is het mogelijk om een toets in te drukken, waarna deze weer terugkeert naar zijn oorspronkelijke positie. Er bestaan verschillende varianten van dit mechanisme. De voornaamste is het schaarmechanisme, welke diagonaal scharniert. Een ander mechanisme is het vlindermechanisme, van Apple. Dit bestaat uit twee tegenovergestelde scharnieren en is 40% dunner. Het mechanisme werd in 2014 gepatenteerd en gebruikt van 2015 tot 2020 in Apple's MacBook Air en MacBook Pro.
Onder de toetsen bevinden zich schakelaars, welke de input van de gebruiker registreren. Tegenwoordig wordt voor de constructie van een toetsenbord vrijwel altijd folieschakelaars gebruikt. Folieschakelaars bestaan uit meerdere lagen die contact maken wanneer een toets wordt ingedrukt. Het zou namelijk erg duur worden als voor iedere toets een aparte schakelaar gemonteerd werd. Deze folieschakelaars zijn niet zichtbaar, maar worden indirect via een flexibel siliconenmasker door de toetsen aangestuurd.
In een toetsenbord bevinden zich een aantal op elkaar gestapelde lagen. De onderste laag bestaat uit een printplaat met contacten of uit folie met geleidende sporen, waarbij de folie voor de stevigheid op een metaalplaat of kunststofplaat ligt. Daarbovenop wordt een folie gelegd met een gatenpatroon overeenkomend met de toetsenindeling. Deze tussenlaag zorgt voor wat afstand tussen de boven- en de onderlaag, zodat er in rust geen contact gemaakt wordt. Vervolgens komt daar de bovenste folielaag met geleidende contacten bovenop. Deze bovenste folielaag is flexibel, zodat de contacten bij een lichte druk tegen de onderste contacten gedrukt kunnen worden. Op al deze folielagen (en onder de toetsen) bevindt zich nog een gebobbelde laag van flexibel siliconenrubber. Deze laag zorgt ervoor dat de toetsen terugveren, en zorgt er tevens voor dat een toets al contact maakt nog voordat deze volledig is ingedrukt. Tot slot komen daar de toetsen van hard kunststof bovenop. Bij de spatiebalk, en soms ook bij andere toetsen, worden nog extra metalen veren geplaatst.

## Toetsen
Op een QWERTY-toetsenbord voor IBM/Windows-systemen zitten de volgende toetsen: